# 錦田城門新村

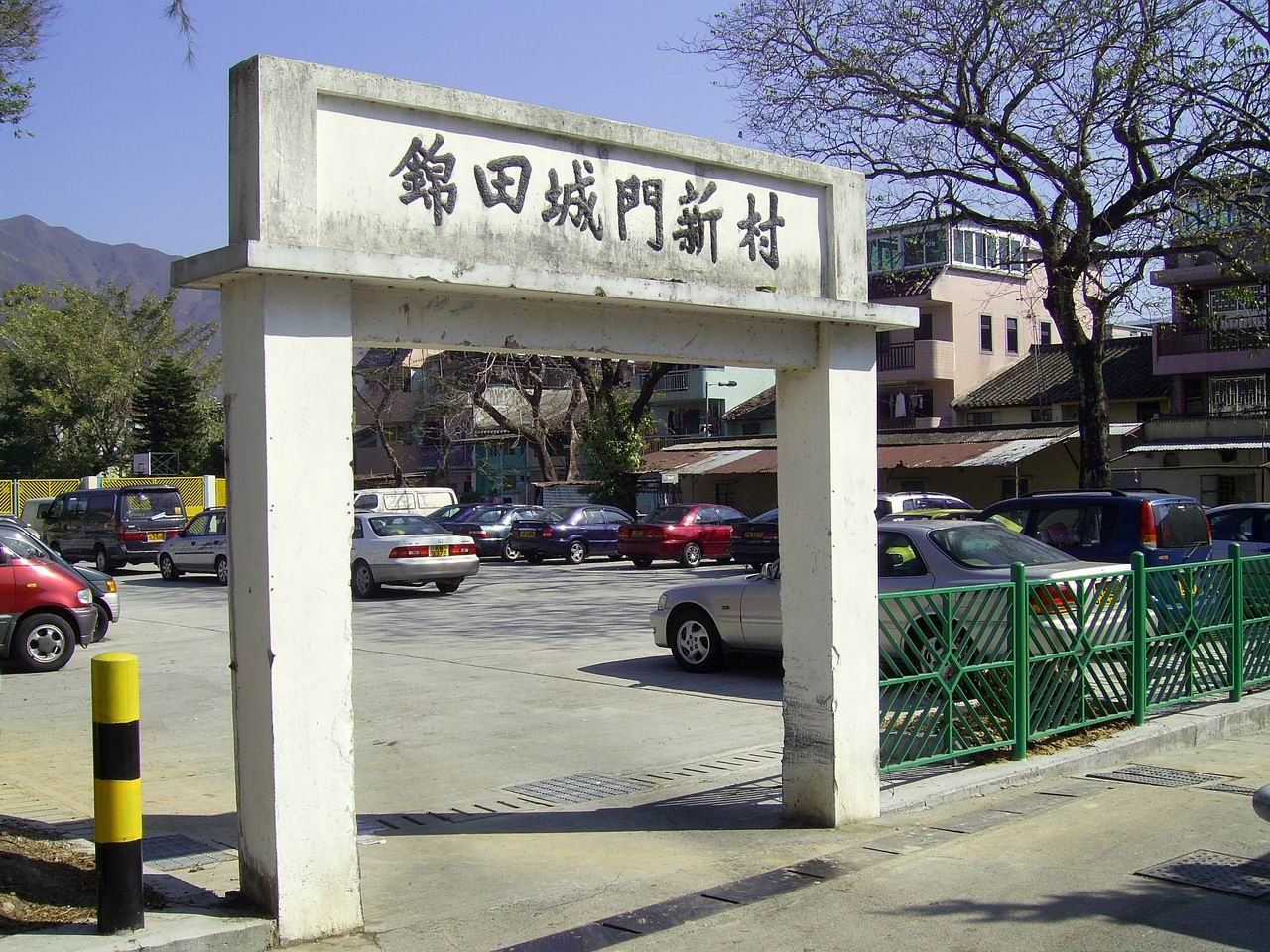
城門新村

城門新村，又名錦田新村，位於香港新界元朗錦田，介乎泰康圍和永隆圍之間，建於1930年，有千多個村民居住，大部份為鄭姓。

## 歷史
城門新村為一鄭姓村落，先祖居住在海陸豐一帶。約在17、18世紀（約明末清初），鄭善公（鄭氏十八世）從東莞縣遷往新安縣定居。在他死後，其妻兒則在荃灣狐狸峽（今和宜合）落籍，後在城門谷建立大圍村。
1920年代，由於政府興建城門水塘主壩，大部分城門一帶居民（540名村民）遷到錦田安置，是為城門新村，村內廟宇及學校（通德學校）都在這裏重置。

## 建築
初期城門新村內的村屋高兩層，以青磚砌成。村內建有協天宮，協天宮即關帝廟，香港亦有大埔荔枝窩協天宮、沙頭角南涌協天宮等。城門新村的協天宮內則供奉著16個村民的神位，是為了祀祭昔日於清同治年間（1862年－1864年）荃灣與城門兩鄉械鬥時所殉難的村民。鄭氏宗祠設於村口。城門公立通德學校是早期的鄉村學校。